# 斎藤秀三郎
斎藤 秀三郎（さいとう ひでさぶろう、1866年2月16日〈慶応2年1月2日〉 - 1929年〈昭和4年〉11月9日）は、日本の英語学者・教育者。宮城県仙台市出身。

## 略歴
- 1866年、仙台藩士斎藤永頼の長男として生まれる。
- 1871年（5歳）、辛未館（仙台藩の英学校）入学。横尾東作に英語を学ぶ[1]。
- 1874年（8歳）、宮城英語学校に入学。米国人教師C.L.グールドに英語を学ぶ。
- 1879年（13歳）、宮城英語学校を卒業、上京して東京大学予備門に入学
- 1880年（14歳）、工部大学校（現在の東京大学工学部）に入学。純粋化学、造船を専攻。
- 1883年（17歳）、工部大学校を退学。
- 1884年（18歳）、『スウヰントン氏英語学新式例題解引』（十字屋・日進堂）を全ページ英文で執筆して出版。その後、仙台に戻り、英語塾を開設[注 1]。
- 1885年（19歳）、来日したアメリカ人宣教師W・E・ホーイの通訳を務める。
- 1887年（21歳）、9月に第二高等学校助教授[注 2]。
- 1888年（22歳）、5月にとら子と結婚。
- 1889年（23歳）、11月に岐阜中学校[注 3]、1892年4月、長崎鎮西学院、9月、名古屋第一中学校を経て、1893年7月、第一高等学校教授。
- 1896年（30歳）、10月に神田錦町に正則英語学校（現・正則学園高等学校）を創立して校長。以後、亡くなるまで[注 4]、ここを本拠として教育・研究に生涯を尽くした。
- 1897年（31歳）、4月に第一高等学校を辞した。
- 1904年（38歳）、東京帝国大学文科大学講師となった。
- 1915年（49歳）、11月に勲五等瑞宝章を授けられた[2]。
- 1929年11月、直腸癌で死去、享年満63歳、勲四等に陞叙された。墓所は多磨霊園。

## 業績
斎藤は多くの教科書を執筆し日本の学校英語を形成したが、特筆すべきは辞書・文法書の編纂である。代表的なものとして、文法書『Practical English Grammar』（1898年-1899年、当初は、4巻本、後、1巻本）や前置詞の網羅的研究である『Monograph on Prepositions』、そして、辞典『熟語本位斎藤英和中辞典』（1915年）、『携帯英和辞典』（1925年4月）、『斎藤和英大辞典』（1928年6月）などがある。

### 文法理論
斎藤の文法理論は、当時その体系的・組織的な構造が画期的と言われた。現在の視点からすると必ずしも科学的とは言えないが、日本人のような英語を母語としない民族が英語を組織的に学習するには非常に実用的である。このことは彼の著書が今日に至るまで再版を繰り返し、学習者の支持を受け続けていることによって証明されている。
『Practical English Grammar』は学習用の文法書として現在でも最良の書である。中村捷による完訳を経て2015年に開拓社より『実用英文典』として再版された (ISBN 978-4-75892-2-135)。

### 辞書
この2冊は1920年代の英語と英語学を知る上で欠かせない文献である。

#### 熟語本位斎藤英和中辞典
斎藤は「辞書は自らの研究の集大成であり、最後に取り組むべきもの」と考えていたが、興文社との絶縁による財政的窮乏を補うため執筆した。それが「熟語本位斎藤英和中辞典」である。Saito's Idiomological English-Japanese Dictionaryと題されたこの辞書は斎藤単独の執筆であり、斎藤英文法の集大成の一つと理解されている。
この辞書の特徴は、
1. 語法説明が詳細であり、その内容が適切であること（機能語に多くのスペースを割いていること）、
2. 訳語がこなれており、適切な日本語訳が与えられていること、にある。

1. の特徴は、斎藤の主唱するidiomology（慣用語法学）の成果の現れであり、「語と語の関係の中に語の意味がある」という斎藤の考えの現れである。このため、この辞書では、機能語の機能に詳しい。2. の特徴もまた、日英のイディオム比較検討し、英語のイディオムに適切な日本語を与えるというidiomology研究成果の現れである。
これらの特徴は、この辞書に他の辞書にない個性を与えており、このことは同時期に出版された井上十吉等のベストセラー辞書が現在では省みられることがないのに対し、この辞書が現在に至るまで命脈を保ち、英語研究者に求められている、ということの理由の一つである。
なお本辞書も、当時出版された英和辞典の例に漏れず、当時出版されたConcise Oxford Dictionary(COD)の影響を受けており、実際、斎藤の蔵書の中に、丹念に検討を加えた痕跡のあるCODがある。ただ、このことは斎藤のこの辞書がCODを範にし、CODを模倣したということを意味しない。むしろ、斎藤はCODを検討することで、自らの辞書のあり方にたいする自信を深めた、というのが正しい理解であろう。
現在は校訂によって2016年に再版された際『熟語本位 英和中辞典 新版』と書名を変えた。アマチュアの学習者からプロの翻訳家にまで幅広く売れ続けている。

#### 和英辞典
斎藤は和英辞典においても熟語を最重要事項と考え「和英辞典は新しい表現の創造であるから無限に近い」と述べている。文例として和歌・俳句・漢詩などもふんだんに用い、たとえば
- ごまめの歯ぎしり Impotent rage
- 目の玉が飛び出る The eyes start out of the head.

のように慣用表現を英訳したり、都々逸を韻文で翻訳したりして、英語自体の深い理解とともに表現者としても創造的で卓越した技量を示した。
また、和英大辞典の序文で、「日本人の英語は、あるいみで、日本化されなければならない」と述べている。斎藤和英大辞典は『NEW斎藤和英大辞典』と書名を変えて、2002年に日外アソシエーツから再版された。

## エピソード
斎藤にはその人間的魅力伝えるエピソードが幾つもある。有名なものとしては、頑固一徹、自ら恃むところ篤い性格で、大正年間のある時酔って帝劇に行き、日本公演中のシェークスピア劇団の俳優の発音が間違っているのを見て「お前らの英語はなっちゃいねぇ！」と英語で野次を飛ばし、係員から退去を要請されたという逸話がある。
また、岐阜中学時代、英語教員の資格試験が実施された際、当時の校長から受験を求められた事に対し、「誰が私を試験するのですか」と言って辞職したというエピソードや、自らの学校に外国人教員を採用する際、自らが試験官となって採否を決めた、というエピソードは、斎藤の自らの英語能力に対する自信を見て取ることができる。
他にも、学生の訳を見ては「ばか！なんだその訳は！」と始終怒鳴りつけていたり、「俺の研究は戦争だ」と語り壁と天井一面にラテン語文法を墨書した新聞紙を貼り付けて寝ても覚めても暗記に努めたというものがある。
なお、斎藤は努力の人であり、勉強の人であった。上記のエピソードは、皆、彼の勉強に裏付けられた自信の現れでもある。
斎藤の著作には、斎藤自身のエピソードがふんだんに織り込まれており、斎藤の著作（辞書や文法書の例文等）を読むことにより、斎藤の人となりを知ることができる。

## 斎藤の生活
斎藤の生活は「勉強すること」を軸に回っていた。例えば「現状維持」と「斎藤の勉強を邪魔しない」が斎藤家の基本ルールであった。このため、斎藤の生活は、子供たちの生活から画然と分けられ、家政一般は、妻らが行った。

## 斎藤を巡る人々
- アメリカ人宣教師で校長の一方的な教育方針に反発し、日本初の女子校内ストライキ「宮城女学校ストライキ事件」の首謀者として学校側から退学を命じられた斉藤冬は秀三郎の妹[6]。事件後、明治女学校へ転校した[7]。
- 音楽家齋藤秀雄は彼の次男である。長女のふみはお茶水高等女学校卒業後、幣原喜重郎外務大臣秘書官の岸倉松に[8]、五女の敦子は聖心女子学院卒業後、渋沢栄一の孫・渋沢信雄と結婚した[9]。三女の平野ミドリはボストンで公衆衛生看護を学び、1927年に聖路加病院に公衆衛生看護部を発足[10]。敦子と信雄の長男に渋沢裕（実業家）がいる。
- 聖書学者塚本虎二は彼の娘婿（次女・その夫）。そのエッセイ（「斎藤の父」）は、斎藤の姿を知ることができる重要な文献である[注 11]。塚本が斎藤に初めて会ったのは、彼が農商務省の官吏をやめ、聖書研究に打ち込むべくギリシャ語の勉強をしていた頃だった。斎藤が新約聖書のギリシャ語についての話をするので、「自分の縄張にでも闖入されたかような生意気な気持ち」で議論に応じていたが、後年蔵書の中に詳細な書き込みのあるギリシャ語原典新約聖書を見つけ、さらにそれが24、5歳の頃に読み込まれたものだと知り、驚愕すると同時に深く恥じ入ったという。
- 斎藤の生徒の中には、吉野作造や[注 12]、市河三喜、高柳賢三（英語青年に当時の回想がある）松田福松、田中菊雄がいる。また、そのユニークな解説と血の通った訳語を求める姿勢は日本の英語教育に大きな影響を与えており、詩人土井晩翠がバイロンを翻訳したのは斎藤の影響である。
- 「新自修英文典」、「英文解釈研究」の著者である山崎貞も、教え子である。

## 著書
- 『スウヰントン氏英語学新式例題解引』十字屋錠太郎 1884
- 『英文法初歩』興文社 1900
- 『英作文教科書』興文社 1900
- 『新選日英縁結』興文社 1908
- 『前置詞及動詞の講義』万里閣 1930

### 所在
- 斎藤文庫（鶴見大学図書館） - 斎藤の蔵書は正則英語学校に「斎藤文庫」として所蔵されていたが、後に鶴見大学に寄贈されて整理されている[11]。
- 出来文庫（宮城県立図書館） - 出来成訓教授（神奈川大学）が2004年に寄贈した「出来文庫」があり、そこには、「斎藤の代表的著作「斎藤和英大辞典」（1928年）や斎藤が設立した正則英語学校（東京神田）の教科書類、講義録等251点」（宮城県立図書館HP）が所蔵されている[12][リンク切れ]。